# La Torre de Esteban Hambrán
La Torre de Esteban Hambrán là một đô thị trong tỉnh Toledo, Castile-La Mancha, Tây Ban Nha.

## Dân số
Đô thị này có dân số là 1.756 người năm 2006.